# Anton Josef von Lamberg
Anton Josef von Lamberg (* 4. Dezember 1687 in Brugg; † 28. Juni 1755 in Regensburg) war Weihbischof und Dompropst in Passau.

## Leben
Anton Josef, Reichsgraf von Lamberg, stammte – wie auch der erste Laibacher Bischof Sigismund von Lamberg († 8. Juni 1488) – aus dem Krainer Zweig der Familie Lamberg auf Stain und Gutenberg (bei Tržič/Neumarktl). Er wurde am 4. Dezember 1687 in Brugg im Bistum Laibach geboren und war ein Sohn des Reichsgrafen Franz Adam I. von Lamberg, Freiherr auf Stain und Gutenberg, Landesverordneter in Krain, aus der Ehe mit Anna Elisabetha Freiin von Juritsch zum Strugg. Er studierte von 1705 bis 1708 als Alumne des Bistums Laibach am Collegium Germanicum in Rom. 1708 wurde er Domherr in Passau, 1710 auch in Regensburg. Die Inschrift auf der Rückseite seines Porträts im Pfarrhof Tulln nennt ihn auch als kaiserlichen Kaplan in Regensburg.
Am 25. Mai 1727 in Passau zum Priester geweiht, war er von 1727 bis 1733 Offizial und Generalvikar des Bischofs von Passau für das Land ob der Enns. Am 5. März 1733 wurde er zum Suffraganbischof für Oberösterreich ernannt und am 3. Mai 1733 in Passau von Fürstbischof Joseph Dominikus von Lamberg, seinem entfernten Verwandten, zum Bischof von Lete in partibus geweiht. Als solcher übernahm er auch die Pfarre Tulln, wo er bereits unter seinem Vorvorgänger Johann Raimund von Lamberg tätig gewesen war.
Von Bischof Lamberg sind zahlreiche Amts- und Weihehandlungen überliefert. Schon 1734 führten ihn erste Visitations- und Firmreisen ins Marchfeld und seine Umgebung. Im Mai 1737 weihte er den Hochaltar der Franziskanerkirche in Ybbs, 1737 die erste Wallfahrtskirche in Maria Dreieichen. In Tulln konsekrierte er 1738 die Filialkirche St. Sigmund, Rochus und Sebastian vor der Stadt, den Johannes-Nepomuk-Altar in der Pfarrkirche St. Stephan und am 13. Juni 1739 die neu erbaute Minoritenkirche. Auch in Bayern weihte er einige Kirchen, so 1740 die Kirche des Klosters Osterhofen. Im Mai 1740 infulierte er den Propst des Stiftes Dürnstein, Maximilian Leeb, und im Juni 1746 den neu gewählten Abt des Stiftes Geras. Verbunden mit diesen Weihehandlungen waren meist auch Firmungen großer Gruppen von Firmlingen in der Umgebung.
Am 28. Mai 1747 wurde seine Resignation als Weihbischof, um die er schon Anfang August 1746 aus gesundheitlichen Gründen nachgesucht hatte, angenommen. Sein Nachfolger als Suffragan wurde am 15. August Johann Christoph Graf Kuenburg. Kuenburg übernahm auch die Pfarre Tulln, auf die Bischof Lamberg am 22. März 1747 ebenfalls resigniert hatte. Später scheint er gesundheitlich soweit wieder hergestellt gewesen zu sein, dass er 1752 das Amt des Dompropstes in Passau übernehmen konnte. Als solcher feierte er am 13. und 14. Oktober 1753 anlässlich der Oktav des Goldenen Priesterjubiläums von Kardinal Joseph Dominikus gemeinsam mit Graf Kuenburg in Passau feierliche Hochämter.
Er starb 1755 in Regensburg und wurde auch dort begraben.